# Testa di Lorsch
La Testa di Lorsch è un frammento di una vetrata medievale, scoperto nel 1934 come reperto archeologico nel terreno dell'ex abbazia di Lorsch, in Assia. Le date proposte per il reperto, a sua volta costituito da una serie di frammenti ricomposti, variano dalla fine del IX secolo e la fine dell'XI secolo, più probabilmente la metà dell'XI secolo in ragione di vicende architettoniche dell'abbazia. In ogni caso, il pannello è uno dei primi esempi di vetrata figurata in Europa. Oggi appartiene alla collezione del museo statale dell'Assia a Darmstadt.

## Storia
La Testa di Lorsch fu recuperata in pezzi insieme ad altri frammenti di vetro durante uno scavo archeologico condotto da Friedrich Behn nel 1934 nel terreno dell'ex monastero. Provenivano da una fossa di rifiuti nella parte sud-orientale del distretto del monastero, fuori dalla zona di clausura, nella quale erano state scaricate le macerie lasciate dall'occupazione del monastero da parte delle truppe spagnole nei primi anni della Guerra dei Trent'anni . La documentazione degli scavi non riporta con precisione le circostanze del ritrovamento. La scoperta fu presentata per la prima volta al pubblico nel 1936. Una volta completati gli scavi archeologici, i reperti furono trasportati al Museo statale di Darmstadt, responsabile dello Stato popolare d'Assia. La prima proposta di datazione risale probabilmente all'allora curatore delle vetrate artistiche, Heinz Merten. Egli fece realizzare una ricostruzione della testa dal pittore su vetro Otto Linnemann di Francoforte, sulla base di 16 frammenti significativi. Otto Linnemann completò poi liberamente le numerose lacune.
Soltanto dopo la seconda guerra mondiale l'intera collezione di vetrate di Lorsch venne pubblicata in un catalogo d'inventario del Museo statale dell'Assia a Darmstadt. Fino ad allora erano stati pubblicati solo i disegni della ricostruzione. Un'ulteriore ricostruzione ad opera di Gottfried Frenzel, in forma di fotomontaggio e comprendente tutti i 42 frammenti, fu anche esposta alla mostra "Karl der Große – Werk und Wirkun" ("Carlo Magno - Opera e impatto") che si tenne ad Aquisgrana nel 1965. Frenzel assegnò alla testa altri frammenti di vetro appartenenti a una figura e concluse che si trattava di una figura a grandezza naturale, alta circa 2 metri. La ricostruzione di Frenzel era basata su un numero maggiore di frammenti assegnati alla testa ed era quindi meno idealizzata e più accurata in alcuni dettagli rispetto alla ricostruzione di Linnemann, in particolare nella forma della bocca.

## Stato di conservazione

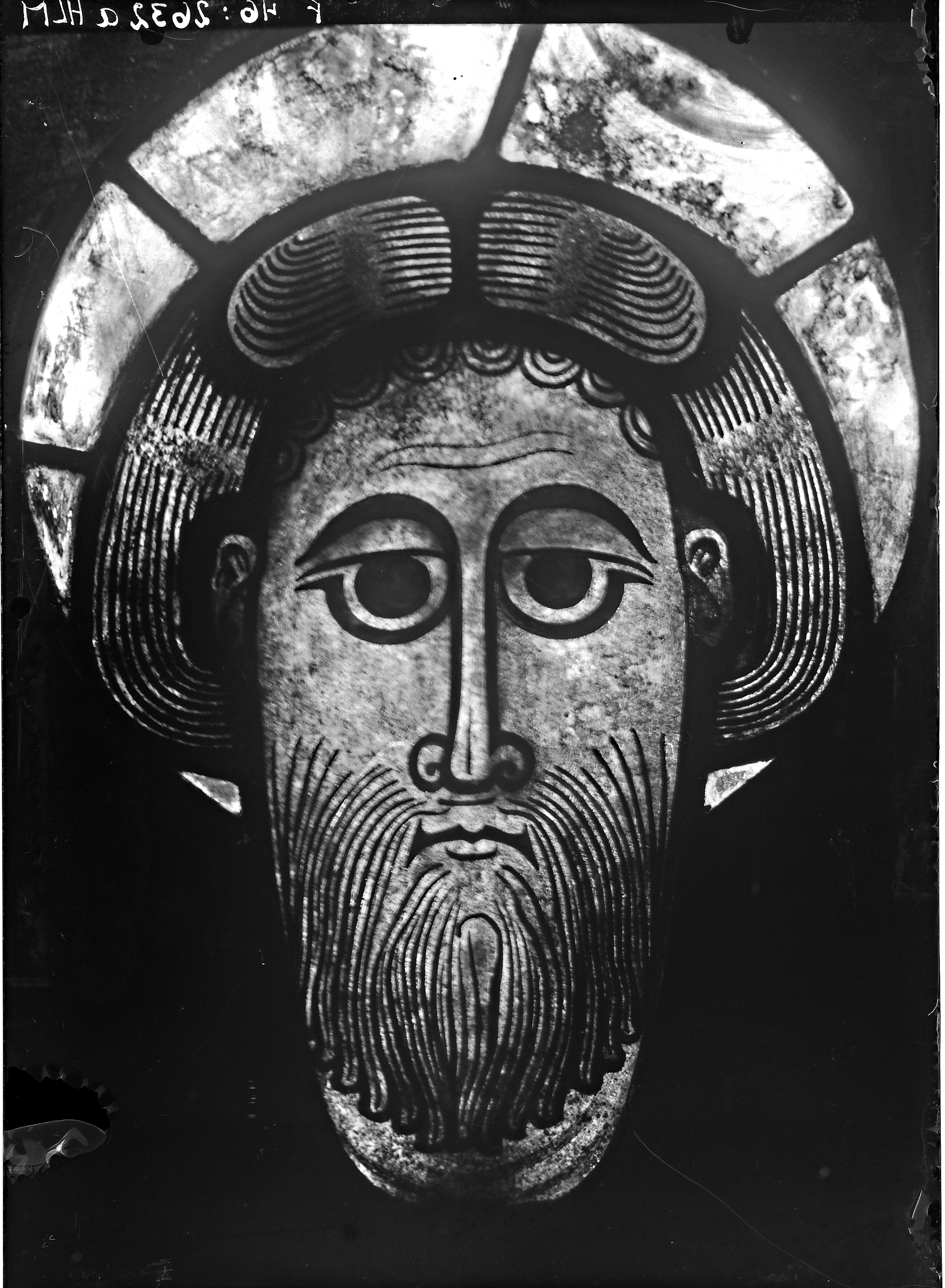
Ricostruzione della Testa di Lorsch secondo Heinz Merten (anni 1930), idealizzata e basata su un numero ridotto di frammenti. La ricostruzione di Frenzel (1965, visibile qui) fu più precisa e basata su un numero maggiore di frammenti.

Il totale del ritrovamento archeologico si compone di 114 frammenti di vetro, perlopiù dipinti. Alla testa della figura, fortemente brunita con un nimbo azzurro chiaro, sono riconducibili 41 o 42 frammenti di vetro colorato, che nel loro insieme coprono circa la metà della testa originale. La dimensione ricostruita, compresa l'aureola, è 31 × 28 cm. senza l'aureola è 25 × 20,5 cm. Non è possibile determinare con esattezza le dimensioni e la forma della testa perché non ci sono frammenti di collegamento tra la parte superiore e quella inferiore del viso. A questo gruppo si aggiungono altri 32 frammenti che sono attribuiti alla figura. Di essi, grazie a bordi di frattura adatti, se ne possono assemblare 23 per creare una tunica verde. Dodici frammenti ornamentali mostrano frammenti di foglie di acanto bianche, rosette, ornamenti a punti bianchi, fiori gialli, strisce ornamentali verdi e i frammenti di un piccolo drago. Non è chiaro se appartengano a singole parti dell'indumento, allo sfondo o alla cornice. Tuttavia, non è possibile in ultima analisi dimostrare se la testa e gli altri frammenti di vetro provengano effettivamente dalla stessa finestra, anche se è probabile.
I circa trecento anni di permanenza dei frammenti di vetro nel terreno hanno consentito a fenomeni atmosferici e processi chimici di modificarne i colori. Il viso e i capelli ora appaiono marroni/gialli, ma in origine erano verdi/bianchi e viola chiaro. Al contrario, il blu dell'aureola è rimasto in gran parte inalterato. Soltanto i frammenti marmorei azzurri non dipinti dell'aureola sono relativamente ben conservati nella sostanza.

## Datazione
La datazione dei frammenti è controversa. Il contesto di recupero, un ammasso di macerie contenente materiali risalenti a molti secoli prima in una fossa di scarico del XVII secolo, non fornisce alcuna prova, né garanzia di datazione. Di seguito le principali proposte avanzate nel tempo dagli studi:
- Friedrich Behn ha attribuito il reperto alla fine del IX secolo e quindi all'epoca carolingia[2], un'ipotesi che è rimasta a lungo invariata[13].
- Nel catalogo delle vetrate del Museo statale dell'Assia a Darmstadt pubblicato nel 1967/1973, Suzanne Beeh-Lustenberger ha assegnato il pannello al X secolo[14].
- Thomas Foerster ha datato il disco alla prima metà dell'XI secolo nell'elaborazione del materiale per una mostra sul monastero di Lorsch nel 2011[15].
- Nel 2011 Uwe Gast ha datato il disco alla metà dell'XI secolo[16].
- Nel 1998/99 Rüdiger Becksmann ha datato la Testa di Lorsch alla fine dell'XI secolo[17].

La datazione della testa è stata effettuata, da un lato, cercando di determinarne l'origine da nuove costruzioni ecclesiastiche e ristrutturazioni nell'area del monastero, note da fonti storiche. La datazione carolingia è stata associata alla costruzione dell'Ecclesia varia, la cappella della cripta della chiesa abbaziale, alla fine del IX secolo, oppure alla riconsacrazione della stessa nel 1052. La successiva datazione alla fine dell'XI secolo è stata avanzata anche in ragione di un incendio e il successivo restauro della chiesa del monastero. L'ipotesi ad oggi prevalente colloca la vetrata alla metà dell'XI secolo e proveniente dall'Ecclesia varia dell'abbazia.
I confronti stilistici risultano difficili, poiché sono pochi i pezzi paragonabili di quel periodo. Il più simile è il Cristo di Wissembourg, la Testa di Schwarzacher è molto diverso nel design.

## Rappresentazione
È del tutto incerto quale persona sia stata ritratta. Sembra improbabile che vi sia raffigurato Cristo, poiché secondo gli usi iconografici dell'epoca esso avrebbe sempre dovuto avere un'aureola con una croce. Ma l'aureola della Testa di Lorsch è senza croce. Tutte le altre ipotesi alla fine rimangono prive di solide basi, poiché i frammenti rimasti non offrono alcun indizio.